# 20 Pułk Piechoty (austro-węgierski)

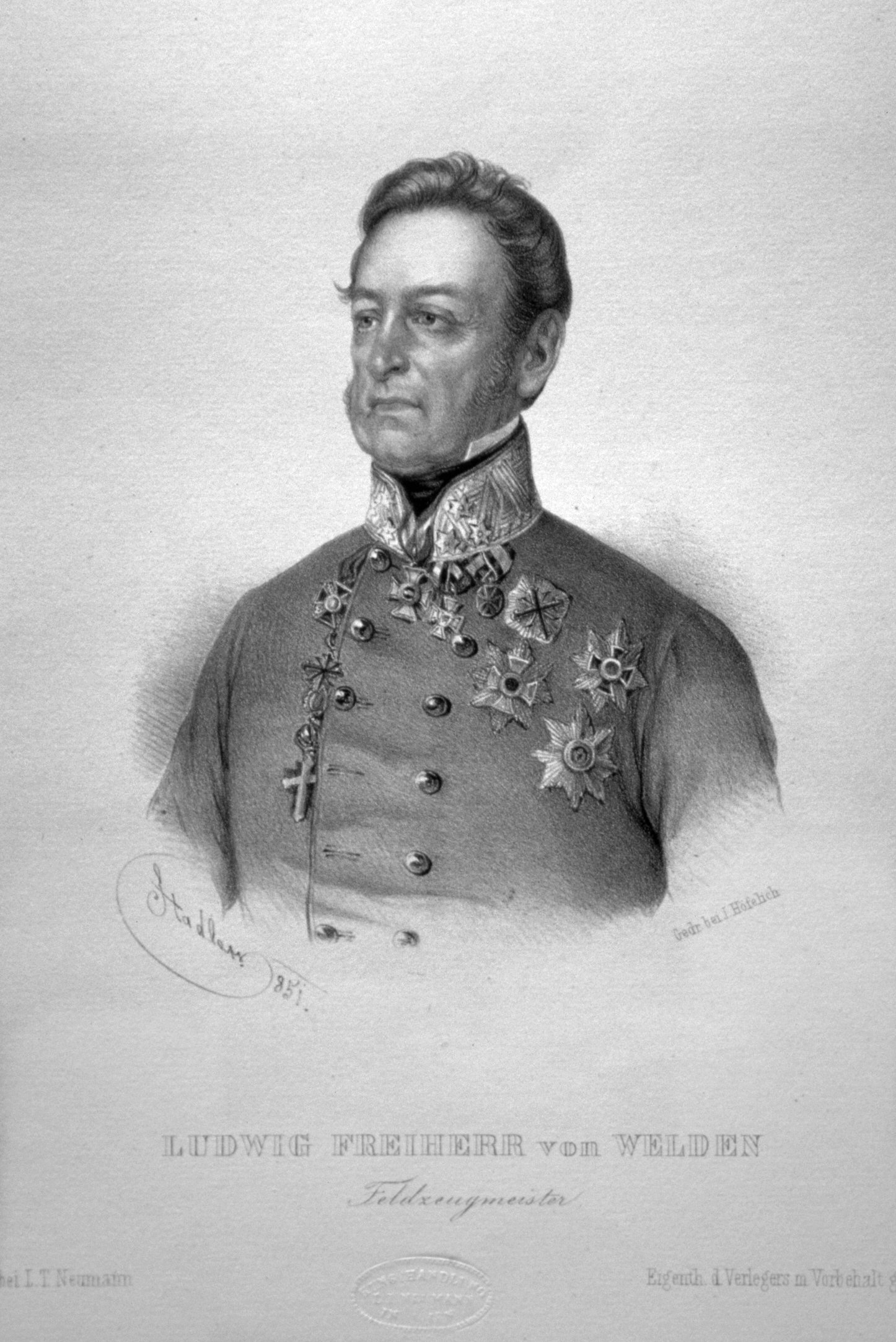
FZM Franz Ludwig von Welden

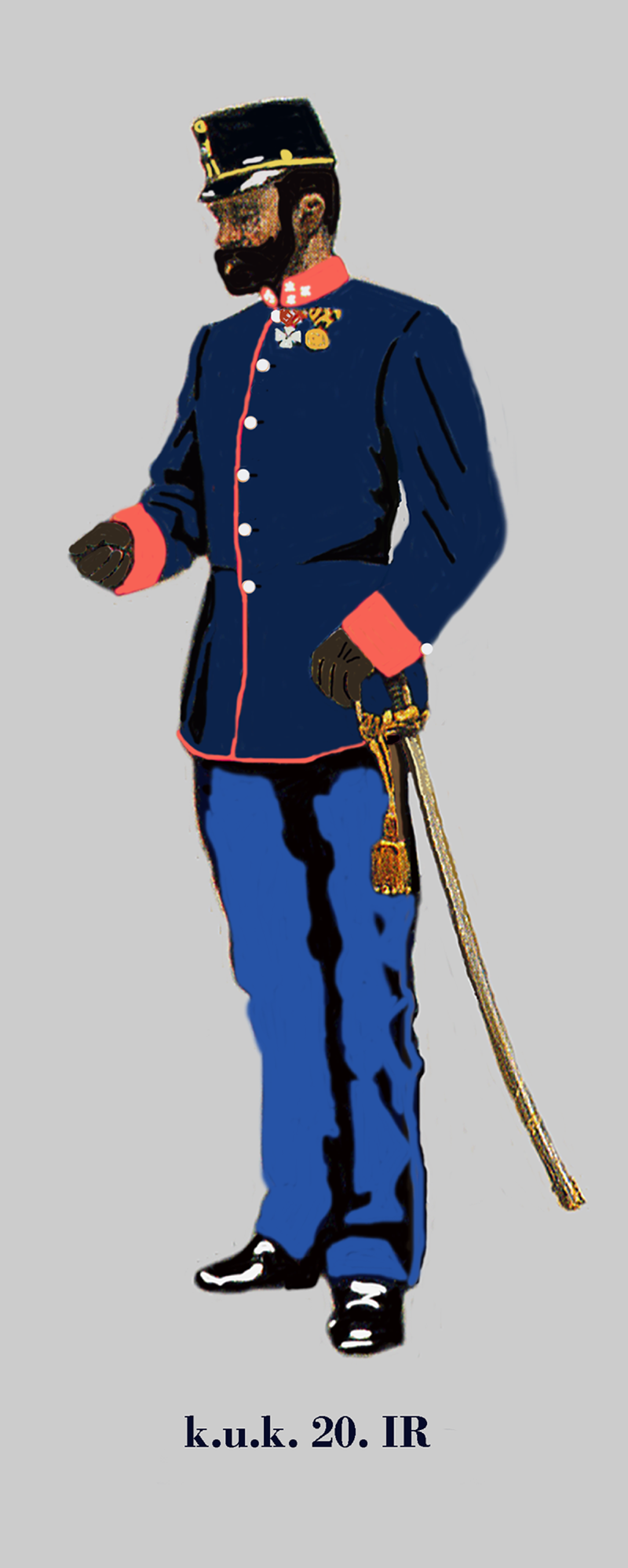
Kapitan IR. 20 w mundurze służbowym

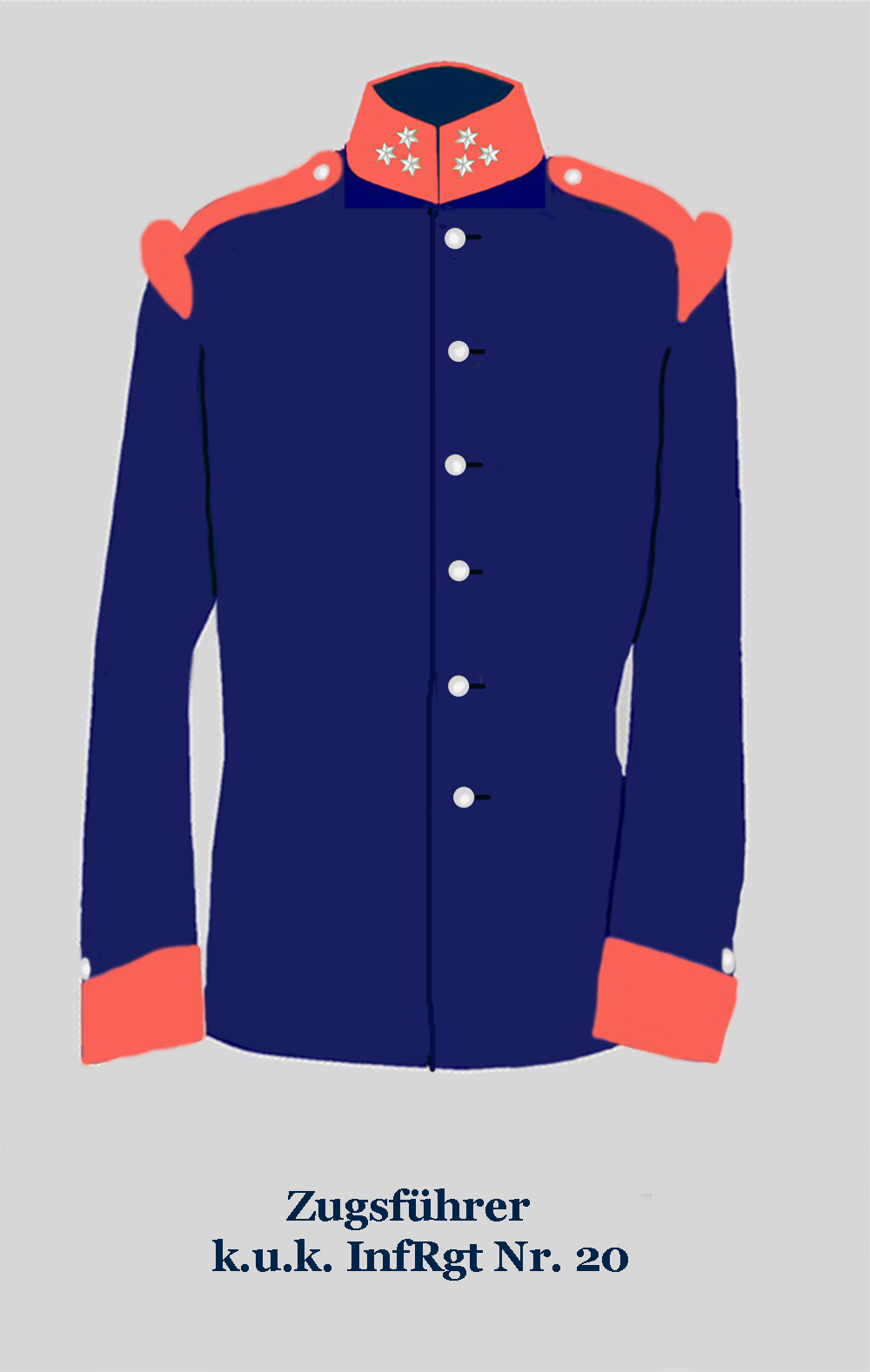
Kurtka munduru komendanta plutonu (niem. Zugsführer) IR. 20

Galicyjski Pułk Piechoty Nr 20 (IR. 20) – pułk piechoty cesarskiej i królewskiej Armii.

## Historia pułku
Pułk został sformowany w 1681 roku.
Święto pułkowe obchodzone było 27 czerwca w rocznicę bitwy pod Náchodem stoczonej w 1866 roku.
86% żołnierzy pułku stanowili Polacy, których Austriacy nazywali die Goralen, a Polacy potocznie „Cwancygierami” i „Dwudziestakami”.
W 1914 komenda pułku oraz 1. i 2. batalion stacjonował w garnizonie Kraków, w koszarach Franciszka Józefa przy ulicy Rajskiej (niem. Franz Josephs Kaserne). 3. batalion stacjonował w Nowym Sączu, natomiast 4. batalion był detaszowany w miejscowości Bijeljina (w Bośni). Oddział wchodził w skład 24 Brygady Piechoty należącej do 12 Dywizji Piechoty (1 Korpus), natomiast 4 batalion był podporządkowany komendantowi 11 Brygady Górskiej należącej do 48 Dywizji Piechoty.
W czasie I wojny światowej pułk, w składzie trzech batalionów, walczył w składzie macierzystej dywizji. 4 batalion wszedł w skład 11 Brygady Górskiej dowodzonej przez generała majora Marcelego Ławrowskiego.
Żołnierze pułku nosili ciemnoniebieskie kurtki z rakowo-czerwonymi wyłogami i kołnierzem (niem. krebsroth) oraz białymi guzikami, a pantalony jasnoniebieskie.
Od listopada 1916 roku w pułku funkcjonowała luźna konspiracja, polegająca na przygotowywaniu do przyszłego wystąpienia przeciw austriackiemu dowództwu. W czerwcu 1918 pułk sabotował ostatnią ofensywę austriacką przeciw Włochom, ale mimo prób nie udało się nawiązać kontaktu z Włochami i przejść na drugą stronę frontu. Pod koniec października 1918, wraz z załamaniem się austriackiego frontu nad Piawą, 12 Dywizja Piechoty rozpoczęła odwrót, a sądecki 20 pułk pozostał zorganizowany i karny za sprawą polskich oficerów i podoficerów, którzy dążyli do utrzymania jednostki w całości i doprowadzenia jej do Polski. 10 listopada w Słowenii zgromadzenie oficerskie pozbawiło dowództwa płk. Friedricha Richtera, który przekazał je por. Stanisławowi Plappertowi, a władze Państwa Słoweńców, Chorwatów i Serbów dały zgodę na nierozbrajanie polskich pułków i przepuszczenie ich w drodze do Polski razem ze sprzętem. Pułk koleją dotarł przez Austrię i Czechosłowację 17 listopada do granicy polskiej, kilkukrotnie stawiając opór przed próbami rozbrojenia, a dwa dni później dotarł do Nowego Sącza, gdzie został przekształcony w 1 Pułk Strzelców Podhalańskich. W czasie I wojny światowej służbę w pułku pełnił m.in. starszy lekarz rezerwy Stanisław Różecki vel Rosenzweig

## Szefowie pułku
Kolejnymi szefami pułku byli:
- płk Ludwig Anton Pfalzgraf zu Neuburg (od 1681),
- FZM Franz Wenzel von Kaunitz-Rietberg (1785 – †19 XII 1825),
- FML Sigmund Friedrich Karl Wilhelm Gustav von Hochenegg (1826 – †14 VI 1848),
- FZM Franz Ludwig von Welden(inne języki) (1849 – †7 VIII 1853),
- cesarz niemiecki i król Prus Fryderyk III Hohenzollern (1853 – †15 VI 1888),
- książę Prus Henryk Hohenzollern (od 1889)[1].

## Żołnierze
Komendanci pułku
- płk Alfons von Wimpffen (1864 – †22 VII 1866)
- płk Władysław Gniewosz (X 1880[7] – III 1882[8])
- płk Stanisław Puchalski (1911 – 15 IX 1914 → komendant 24 Brygady Piechoty)

Oficerowie
- płk Jan Mischke
- płk Stefan Witkowski
- por. Teofil Burakowski
- por. Leopold Müller
- por. Stanisław Plappert
- por. rez. Wawrzyniec Typrowicz
- por. rez. Stefan Uziembło
- ppor. rez. Zygmunt Malik
- chor. Wilhelm Kasprzykiewicz
- Stanisław Cycoń
- Jerzy Kossowski
- chor. rez. Stanisław Trzebunia
- chor. rez. Stanisław Undas
- Wiktor Grzesicki
- Kazimierz Tadeusz Majewski
- Roman Pollak
- Karol Romańczyk
- Marian Serafiniuk
- Leopold Gebel
- Józef Urbanek

Podoficerowie
- sierż. szt. Jan Józefowski
- plut. Józef Życzkowski
- kadet Rudolf Macko †21 XII 1917
- Józef Kokoszka